# 盖茨黑德国际体育场
盖茨黑德国际体育场（GIS）是一个多用途、全座位的体育场，位于英格兰泰恩威尔郡盖茨黑德。最初称为盖茨黑德青年体育场，该场地建立于1955年，花费为30,000英镑。此后三次重新发展。其可容纳大约11,800人，是盖茨黑德中最大的体育场，泰恩威尔郡中第三大（仅次于圣詹姆士公园和光明球场），也是英格兰东北部第六大的体育场。
主要竞技场主要用于田径运动。1974年“盖茨黑德运动会”重建场地后的首场田径比赛，由当时盖茨黑德委员会的布伦丹·福斯特（Brendan Foster）策划。福斯特通过打破男子三千米世界纪录，为新的体育场带来国际宣传，并在场地中开始了一场田径比赛传统，此后举办了英国大奖赛（2003-10）和在1989年2000年和2013年举办欧洲冠军赛。它是唯一一个举办欧洲冠军赛三次的体育场。
在体育场创造了五个世界纪录，包括两个由撑杆跳高运动员伊辛巴耶娃创造的和由阿萨法鲍威尔在2006年创造的100米田径纪录。